# Elezioni generali in Sudafrica del 1994
Le elezioni generali in Sudafrica del 1994 si tennero tra il 26 e il 29 aprile per il rinnovo dell'Assemblea nazionale; si trattò delle prime elezioni a suffragio universale e senza discriminazioni razziali.
Le consultazioni videro la vittoria del Congresso Nazionale Africano di Nelson Mandela, che fu eletto Presidente della Repubblica.